# 996 (numero)
Novecentonovantasei (996) è il numero naturale dopo il 995 e prima del 997.

## Proprietà matematiche
- È un numero pari.
- È un numero composto da 12 divisori: 1, 2, 3, 4, 6, 12, 83, 166, 249, 332, 498, 996. Poiché la somma dei suoi divisori (escluso il numero stesso) è 1356 > 996, è un numero abbondante.
- È parte delle terne pitagoriche (415, 996, 1079), (747. 996, 1245), (996, 1328, 1660), (996, 2905, 3071), (996, 6853, 6925), (996, 13760, 13796), (996, 20655, 20679), (996, 27547, 27565), (996, 41328, 41340), (996, 61997, 62005), (996, 82665, 82671), (996, 124000, 124004), (996, 248003, 248005).
- È un numero 333-gonale.
- È un numero semiperfetto in quanto pari alla somma di alcuni (o tutti) i suoi divisori.
- È un numero rifattorizzabile in quanto divisibile per il numero dei propri divisori.
- È un numero intoccabile.
- È un numero malvagio.

## Astronomia
- 996 Hilaritas è un asteroide della fascia principale del sistema solare.
- NGC 996 è una galassia ellittica della costellazione di Andromeda.

## Astronautica
- Cosmos 996 è un satellite artificiale russo.